# Hallie Clarke
Pour les articles homonymes, voir Clarke.

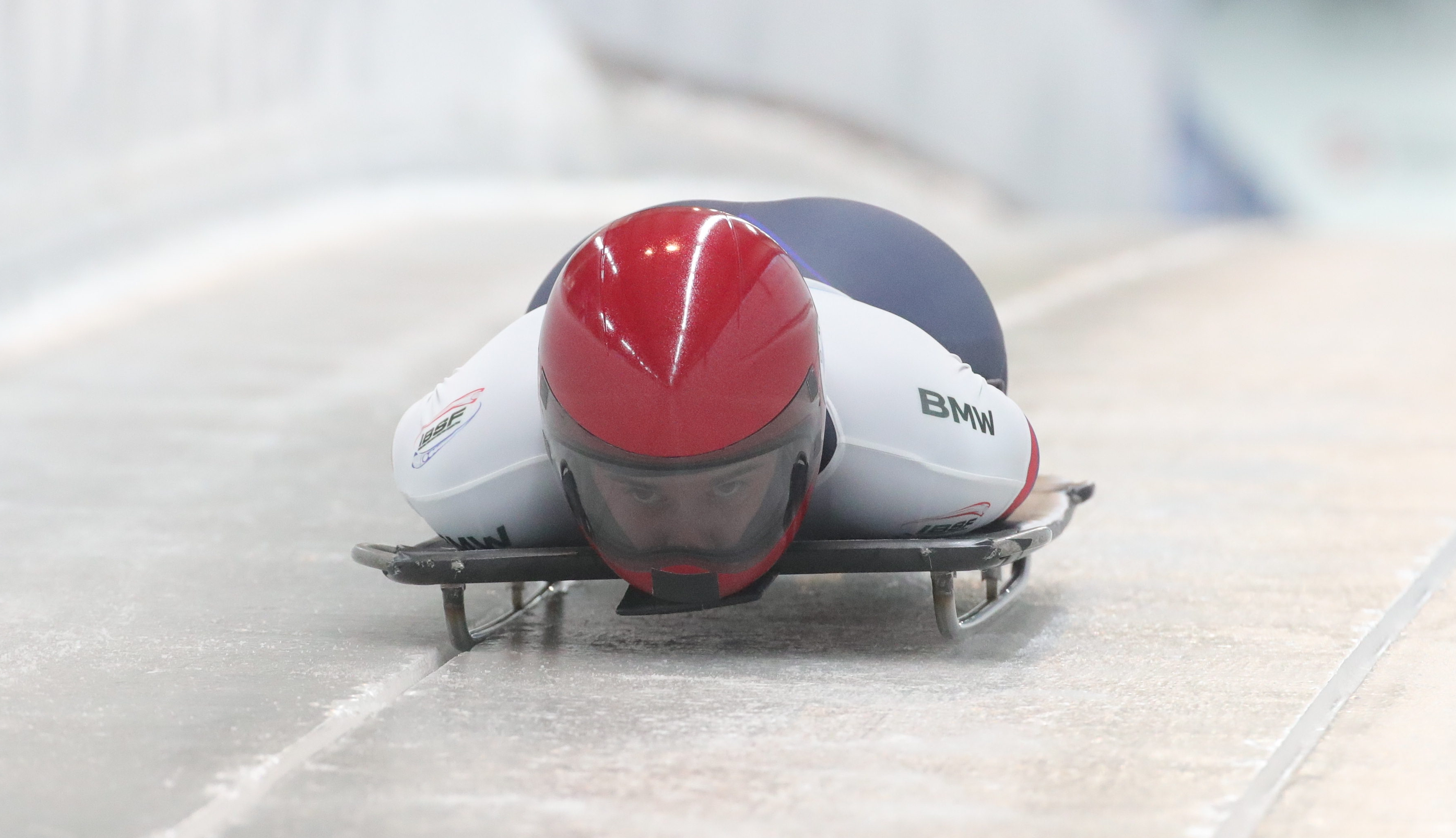
Hallie Clarke lors d'une manche de coupe du monde 2022-23 à Altenberg

Hallie Clarke, née le 13 avril 2004 à Belleville dans l'Ontario, est une skeletoneuse canadienne. Elle a concouru cependant pendant saison 2022-2023 sous l'égide des États-Unis.

## Carrière sportive
En 2020, elle participe aux Jeux olympiques de la jeunesse d'hiver dans l'équipe du Canada avec une douzième place.
Hallie Clarke devient championne du monde junior U20 en janvier 2023. Elle montera sur le podium deux fois lors des manches de coupe du monde 2022-2023 à Whistler en novembre 2022 et à Inssbruck en février 2023.
Elle devient la plus jeune championne du monde de skeleton en février 2024 lors des championnats du monde IBSF 2024.

## Palmarès

### Championnats monde
- : médaillée d'or aux championnats du monde de 2024.

### Coupe du monde
- 2 podiums individuels : 2 deuxièmes places